# Нафпактия
Нафпактия (греч. Δήμος Ναυπακτίας) — община (дим) в Греции. Входит в периферийную единицу Этолия и Акарнания в периферии Западная Греция. Население 27 800 человек по переписи 2011 года. Площадь 876,209 квадратного километра. Плотность 31,73 человека на квадратный километр. Административный центр — Нафпактос. Димархом на местных выборах 2019 года избран Василиос Гизас (Βασίλειος Γκίζας).
Община создана 7 июня 2010 года (ΦΕΚ 87Α) по программе «Калликратис» при слиянии упразднённых общин Андирион, Аподотия, Нафпактос, Пилен, Платанос и Халкия.